# Bazylea-Okręg
Bazylea-Okręg (niem. Basel-Landschaft, potocznie też Baselbiet, Baselland) – jeden z kantonów w Szwajcarii. Obecne jego tereny przyłączone zostały do Szwajcarii w 1501 r., a sam kanton (określany też mianem półkantonu) powstał w roku 1833, kiedy to wiejskie gminy opierając się dominacji miasta Bazylei oddzieliły się od kantonu Bazylea. Najwyższym szczytem kantonu jest Hinteri Egg o wysokości 1169 m n.p.m.

## Podział administracyjny
Kanton dzieli się na pięć okręgów (Bezirk), w skład których wchodzi łącznie 86 gmin (Einwohnergemeinde):
- Arlesheim
- Laufen
- Liestal
- Sissach
- Waldenburg.

## Demografia
Językiem urzędowym kantonu jest język niemiecki. Językami z najwyższym odsetkiem użytkowników są:
- język niemiecki – 87,2%,
- język włoski – 3,5%,
- język francuski – 1,5%[1].